# Nadvirna
Nadvirna (in ucraino Надвірна?) è una città dell'Ucraina nel distretto di Nadvirna, nell'oblast' di Ivano-Frankivs'k. Ospita l'amministrazione del distretto di Nadvirna e della comunità territoriale di Nadvirna, una delle comunità territoriali dell'Ucraina. Nel 2022 aveva una popolazione di 22 504 abitanti.